# Miss Universo 1964

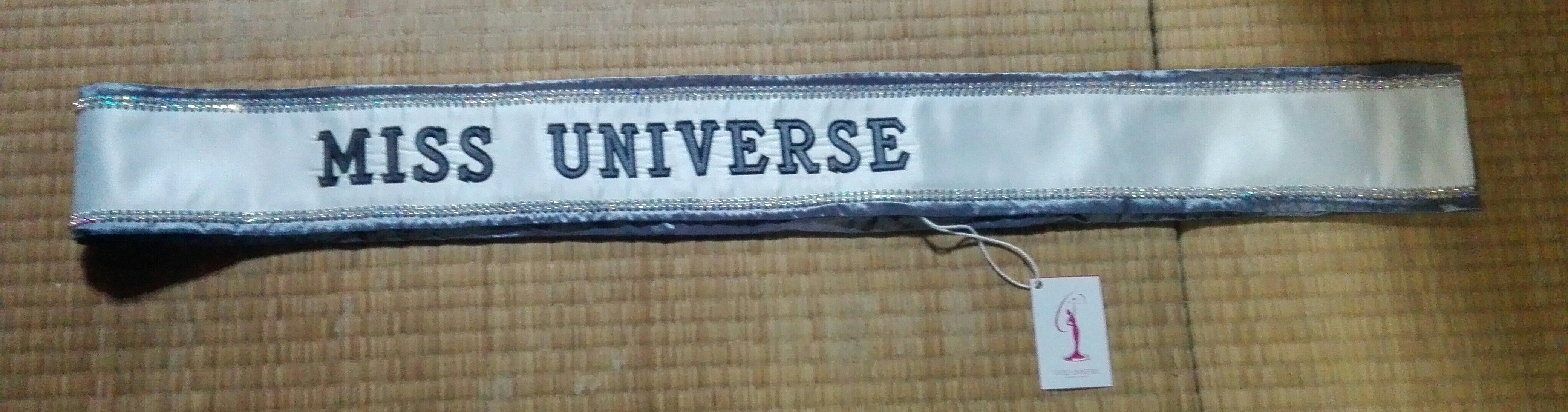
Faixa Miss Universo

Miss Universo 1964 foi a 13.ª edição do concurso Miss Universo, realizada em 1. º de agosto de 1963 no Miami Beach Auditorium, em Miami Beach, Flórida, nos Estados Unidos. Candidatas de 60 países e territórios competiram pelo título. No final do evento, a Miss Universo 1963, Ieda Maria Vargas, do Brasil, coroou a grega Corinna Tsopei como sua sucessora.
A princípio houve dúvidas se a cidade sediaria novamente o concurso. As cidades de Miami, Miami Beach e o condado de Dade anunciaram não ter fundos suficientes para organizarem a competição. Após longa negociação com a organização do Miss Universo, as autoridades admitiram que a exposição da cidade com o evento, visto então por mais de 60 milhões de pessoas nos EUA e ao redor do mundo, não tinha preço e acabaram confirmando o evento, que foi um dos melhores e mais bem organizados da década.
Esta também foi a última vez em que o Miss USA e o Miss Universo foram realizados simultaneamente no mesmo local. A partir de 1965, seriam eventos diferentes realizados em datas e cidades diferentes. Foi também criado um concurso infantil paralelo, o Little Miss Universe, com candidatas mirins de vários países. Aída Vargas, a irmã mais nova da Miss Universo reinante, Ieda Maria Vargas, do Brasil, concorreu e foi eleita "Miss Hospitalidade".
A fórmula de classificação do concurso também passou a ser igual a como é atualmente, em quatro etapas: Top 15, Top 10, Top 5 e a escolha da vencedora entre estas.

## Evento
Logo de início, as duas principais favoritas ao título eram duas misses vindas da bacia do Mediterrâneo, a grega Corinna Tsopei e a Miss Israel Ronit Rechtman. Todas as previsões eram de que uma das duas levaria a coroa para casa. As outras favoritas eram Miss Suécia, Alemanha, Espanha e Holanda, da Europa, junto com as latinas da Argentina, Colômbia,Venezuela, Uruguai e a brasileira Ângela Vasconcelos, que, fluente em cinco línguas, atuou como intérprete de várias misses entre elas mesmas e junto à imprensa.
Um fato marcante da edição ocorreu com a Miss Nigéria, Edna Park a segunda negra a competir no Miss Universo. Considerada  uma rainha da beleza em seu país e acreditando que tinha ido a Miami para vencer, Park ficou inconformada em não ser classificada entre o Top 15, teve um ataque histérico e um colapso nos bastidores, chorou incontrolavelmente por mais de 30 minutos e precisou ser retirada carregada do local para ser levada a um hospital.  A Miss Escócia, Doreen Swan, fugiu do hotel com seu namorado no dia 13 de julho por considerar o concurso uma "prisão" e foi substituída por Wendy Barrie, que representaria o país no Miss International, em Long Beach, na Califórnia.
Quatro Misses Universo anteriores foram convidadas de honra desta edição: Gladys Zender (1957), Luz Marina Zuluaga (1958), Akiko Kojima (1959) e Norma Nolan (1962). Zuluaga foi a única jurada mulher entre os nove componente do júri. 
A inclusão de Bolívia, Taiwan e Paraguai entre o Top 15 foi uma surpresa geral. No próximo corte, as dez finalistas não tiveram a presença da Miss USA, da elegante Miss Venezuela Mercedes Revenga e da cerebral Miss Brasil, que além de intérprete de todas, era formada em Filosofia e História da Arte e tinha vivido na Alemanha. Das cinco eliminadas, quatro eram da América do Sul.
As cinco finalistas foram Grécia, Israel, Inglaterra, Taiwan e Suécia. Corinna Tsopei foi coroada Miss Universo na noite de 1 de agosto, aos 19 anos, a primeira grega a ser eleita na história do concurso. No livro The World of Miss Universe, a autora Anamaria Cumba menciona que ela teve um pulmão removido anteriormente, o que nunca a impediu, com cuidados especiais, de realizar suas atividades durante o reinado. Poucos meses antes do concurso, Corinna foi abordada por uma cartomante em Atenas que leu a palma de sua mão e previu: "Você será escolhida como a mais bela mulher do mundo". O fato foi tornado público depois de sua vitória no Miss Universo – e confirmado por Corinna – por um jornalista americano do Kansas que estava presente em Atenas na ocasião.

## Resultados
| Colocação          | Candidata |
| ------------------ | --- |
| Miss Universo 1964 | - Grécia — Corinna Tsopei |
| 2.ª colocada       | - Inglaterra — Brenda Blackler |
| 3.ª colocada       | - Israel — Ronit Rechtman |
| 4.ª colocada       | - Suécia — Siv Aberg |
| 5.ª colocada       | - Taiwan — Lana Yi Yu |
| Top 10             | - Argentina — María Amalia Ramírez - Finlândia — Sirpa Wallenius - França — Edith Noël - Itália — Emanuela Stramana - Noruega — Jorunn Nystedt Barun Gómez |
| Top 15             | - Bolívia — Olga Oropeza - Brasil — Ângela Vasconcelos - Estados Unidos — Bobbi Johnson - Paraguai — Miriam Riart - Venezuela — Mercedes Revenga           |

### Prêmios especiais

#### Miss Simpatia
- Vencedora:  Canadá — Mary Lou Farrel.

#### Miss Fotogenia
- Vencedora:  Itália — Emanuela Stramana.

#### Melhor Traje Típico
- Vencedora:  Países Baixos — Henny Deul.

## Candidatas
Em negrito, a candidata eleita Miss Universo 1964. Em itálico, as semifinalistas.
| - África do Sul - Gail Robinson - Alemanha - Marina Kettler - Argentina - María Amalia Ramírez (F) - Aruba - Lidia Henriquez - Austrália - Ria Lubyen - Áustria - Gloria Mackh - Bahamas - Catherine Cartwright - Bélgica - Danièle Defrere - Bolívia - Olga Oropeza (SF) - Brasil - Ângela Vasconcelos (SF) - Canadá - Mary Lou Farrel - Sri Lanka - Annette Kulatunga - Chile - 'Patricia Herrera Cigna - Colômbia - Alba Plaza - Coreia do Sul - Shin Junghyun - Costa Rica - Dora Sola - Curaçao - Iris de Windt - Dinamarca - Yvonne Mortensen - Equador - Tanya Loffredo - Escócia - Wendy Barrie - Espanha - María José Madronero - Estados Unidos - Bobbi Johnson (SF) - Filipinas - Myrna Panlilio - Finlândia - Sirpa Wallenius (F) - França - Edith Noël (F) - Granada - Christine Hughes - Grécia - Kiriaki "Corinna" Tsopei (1°) - Guiana Inglesa - Mary Holl - Holanda - Henny Deul (TT) - Hong Kong - Mary Bai | - Índia - Meher Mistri - Inglaterra - Brenda Blackler (2°) - Irlanda - Maurine Lecky - Islândia - Thelma Ingvarsdóttir - Israel - Ronit Rechtman (3°) - Itália - Emanuela Stramana (F, MF) - Japão - Chizuko Matsumoto - Luxemburgo - Mariette Stephano - Malásia - Angela Filmer - Nigéria - Edna Park - Noruega - Jorunn Barun (F) - Nova Zelândia - Lyndal Cruickshank - Estados Unidos Okinawa - Toyoko Uehara - País de Gales - Marilyn Joy Samuel - Panamá - Maritza Montilla - Paraguai - Miriam Brugada (SF) - Peru - Miluska Steel - Porto Rico - Yolanda Machin - Taiwan - Lana Yi Yu (5°) - República Dominicana - Clara Sone - São Vicente - Stella Hadley - Suécia - Siv Marta Aberg (4°) - Suíça - Sandra Sulser - Suriname - Cynthia Diester - Trinidad e Tobago - Julia Lawrence - Tunísia - Claudine Younes - Turquia - Inci Duran - Uruguai - Delia Babiak - Venezuela - Mercedes de la Rosa (SF) |

- Não competiram Vera Wee (Miss Cingapura) e Beverly Berrie (Miss Jamaica).